# Серадз (гміна)
Гміна Серадз (пол. Gmina Sieradz) — сільська гміна у центральній Польщі. Належить до Серадзького повіту Лодзинського воєводства.
Станом на 31 грудня 2011 у гміні проживало 10313 осіб.

## Площа
Згідно з даними за 2007 рік площа гміни становила 181.63 км², у тому числі:
- орні землі: 72.00%
- ліси: 20.00%

Таким чином, площа гміни становить 12.18% площі повіту.

## Населення
Станом на 31 грудня 2011:
| Опис     | Загалом | Загалом | Чоловіки | Чоловіки | Жінки | Жінки |
| -------- | ------- | ------- | -------- | -------- | ----- | ----- |
| одиниця  | осіб    | %       | осіб     | %        | осіб  | %     |
| все      | 10313   | 100     | 5235     | 50.76    | 5078  | 49.24 |
| міське   | 0       | 100     | 0        |          | 0     |       |
| сільське | 10313   | 100     | 5235     | 50.76    | 5078  | 49.24 |

## Сусідні гміни
Гміна Серадз межує з такими гмінами: Бжезньо, Буженін, Варта, Врублев, Заполіце, Здунська Воля, Серадз.